# Chrysotus aldrichi
Chrysotus aldrichi är en tvåvingeart som beskrevs av Van Duzee 1924. Chrysotus aldrichi ingår i släktet Chrysotus och familjen styltflugor. Inga underarter finns listade i Catalogue of Life.